# Erfgoedwet

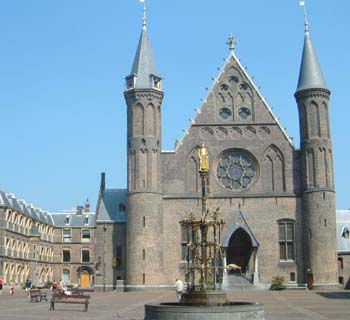
De Ridderzaal in Den Haag; rijksmonument

De Erfgoedwet, voluit; Wet van 9 december 2015, houdende bundeling en aanpassing van regels op het terrein van cultureel erfgoed, is een Nederlandse wet gericht op de bescherming van (erfgoed) collecties van nationaal belang. De wet vervangt zes wetten en regelingen op het gebied van cultureel erfgoed en ging op 1 juli 2016 in.

## Bundeling regelgeving
Nieuwe wetgeving en de bundeling daarvan zou noodzakelijk zijn vanwege de invloed van de Omgevingswet op zowel de Monumentenwet 1988 als de archeologische wetgeving. De Erfgoedwet vervangt de volgende wetten en regelingen op het gebied van cultureel erfgoed:
- Monumentenwet 1988
- Wet verzelfstandiging rijksmuseale diensten
- Wet tot behoud van cultuurbezit
- Wet tot teruggave cultuurgoederen uit bezet gebied
- Uitvoeringswet UNESCO-verdrag 1970
- Regeling materieel beheer museale voorwerpen

## Inhoud
In de Erfgoedwet is vastgelegd hoe met het erfgoed van nationaal belang wordt omgegaan, wie welke verantwoordelijkheden daarin heeft en hoe het toezicht daarop wordt uitgeoefend. 
Wie met de Erfgoedwet te maken hebben zijn eigenaren, gebruikers en kopers van erfgoed, (rijks)musea, beheerders van de rijkscollectie, (amateur)archeologen, belangenverenigingen, professionals in de erfgoedsector, gemeenten, provincies en verschillende onderdelen van de Rijksoverheid.

## Wetsgeschiedenis
De Erfgoedwet is aangekondigd in de Museumbrief van de minister van OCW d.d. 10 juni 2013.

## Inspectie Overheidsinformatie en Erfgoed
De Inspectie Overheidsinformatie en Erfgoed ziet toe op de toegankelijkheid van overheidsinformatie en op de zorgvuldige omgang met erfgoed. Zij monitort hoe de regels in de praktijk werken. De Inspectie is gevestigd in Den Haag en valt onder de verantwoordelijkheid van het ministerie van Onderwijs, Cultuur en Wetenschap (OCW).

## Erfgoedmonitor
De Erfgoedmonitor presenteert feiten en cijfers over het erfgoed in Nederland. Gemeenten vullen tweejaarlijks de monitor monumenten en archeologie van de Inspectie in. Vanaf het jaar 2019-2020 zijn deze monitorgegevens openbaar en te raadplegen in de Databank Erfgoedmonitor Gemeenten (of Databank Erfgoedinspectie). De databank is bedoeld voor beheer, analyse en presentatie van statistische en geografische informatie.

## Caribisch Nederland
De Erfgoedwet heeft beperkte rechtsgeldigheid in Caribisch Nederland en de Inspectie Overheidsinformatie en Erfgoed heeft slechts een rol in Caribisch Nederland wanneer het gaat over de toegankelijkheid van overheidsinformatie, niet over de zorgvuldige omgang met erfgoed. Ook de Erfgoedmonitor hoeft niet door de drie openbare lichamen te worden aangeleverd. De Monumentenwet BES regelt al deze zaken maar biedt beperkt bescherming voor een zorgvuldige omgang met erfgoed. De Monumentenwet BES kan per openbaar lichaam worden aangevuld met een monumenteneilandsverordening. 